# Arrondissement Lectoure
Lectoure is een voormalig arrondissement in het departement Gers in de Franse regio Occitanie. Het arrondissement werd op 17 februari 1800 gevormd en op 10 september 1926 opgeheven. De vijf kantons werden bij de opheffing toegevoegd aan het arrondissement Condom.

## Kantons
Het arrondissement was samengesteld uit de volgende kantons:
- kanton Fleurance
- kanton Lectoure
- kanton Mauvezin
- kanton Miradoux
- kanton Saint-Clar